# Explosions de Bata
Les explosions de Bata sont une série de cinq explosions survenue le 7 mars 2021 dans une caserne militaire du district de Nkoa Ntoma (s'écrit également Nkoantoma), à Bata, la plus grande ville et ancienne capitale de la Guinée équatoriale. Au moins 108 personnes sont mortes lors des explosions et 615 autres ont été blessées.

## Explosions
Cinq explosions se sont produites sur une base militaire des Forces armées de Guinée équatoriale, la première d'entre elles et la plus forte s'est produite vers 13 h 45 heure locale (12 h 45 GMT), suivies de deux autres explosions plus modérées à 14 h 10 et 14 h 15. La quatrième explosion s'est produite un peu moins de deux heures après la première détonation (15 h 45) et la cinquième environ deux heures plus tard (17 h 45). Les explosions ont causé des dommages importants aux zones entourant la base militaire. Presque tous les bâtiments et maisons de la ville ont subi d'énormes dégâts. Des morts et des blessés ont été signalés dans plusieurs quartiers voisins de la ville. Les trois premières explosions se sont produites en succession rapide avec la quatrième deux heures plus tard et la cinquième quatre heures après.
De multiples explosions de plus faibles ampleurs ont eu lieu jusqu'à tard dans la nuit.
Au cours de ces explosions, un certain nombre de projectiles de type roquette issus des stocks militaires ont été dispersés dans toute la ville, faisant courir un risque pour les populations.

## Bilan
Au moins 105 personnes sont mortes lors des explosions et 615 autres ont été blessées selon un bilan officiel provisoire au 10 mars 2021, l'ONG Human Rights Watch estime qu'il est sous-évalué. Le ministère équato-guinéen de la Santé a déclaré une "urgence sanitaire" en raison de la présomption que plusieurs autres personnes sont mortes et portées disparues sous les décombres. Parmi les blessés, plus de 300 ont été admis à l'hôpital Nuevo Inseso, plus de 150 à l'hôpital général de Bata et plus de 70 à l'hôpital de La Paz. Vers 19 h heure locale, un couvre-feu a été imposé par les autorités afin d'éviter une augmentation du nombre d'infections au COVID-19 dans la région, qui durera jusqu'à 6 h heure locale.

## Causes

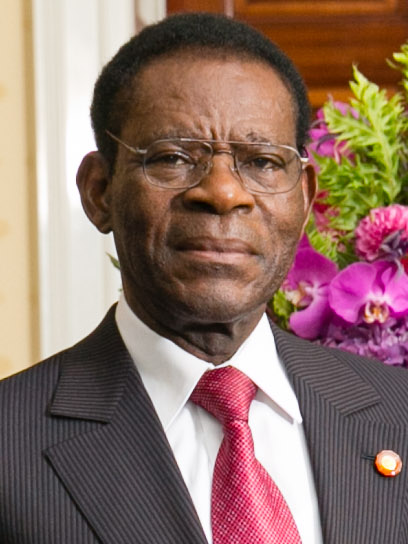
Teodoro Obiang Nguema Mbasogo

Dans une déclaration télévisée à la nation, le président Teodoro Obiang Nguema Mbasogo a imputé les explosions aux agriculteurs voisins qui défrichaient les terres agricoles en les incendiant, conduisant à l'explosion du stockage inapproprié des munitions de la base militaire voisine, et a déclaré que presque tous les bâtiments de la ville avaient subi des dommages. Dans la même adresse, il a également demandé une assistance internationale. Immédiatement après, le vice-président Teodoro Nguema Obiang Mangue s'est rendu sur le site de l'explosion pour évaluer la situation.

## Réactions internationales
La France va affréter dans les prochains jours un vol contenant un poste sanitaire mobile permettant la prise en charge de 250 blessés graves et des malles médicales d’urgence et de pédiatrie pour soigner un millier de blessés et de malades. Dix démineurs de la Sécurité civile française vont être aussi dépêchés sur place ainsi que du matériel de lutte contre la Covid, des tentes et des kits cuisines pour les sinistrés.